# Maßwerk

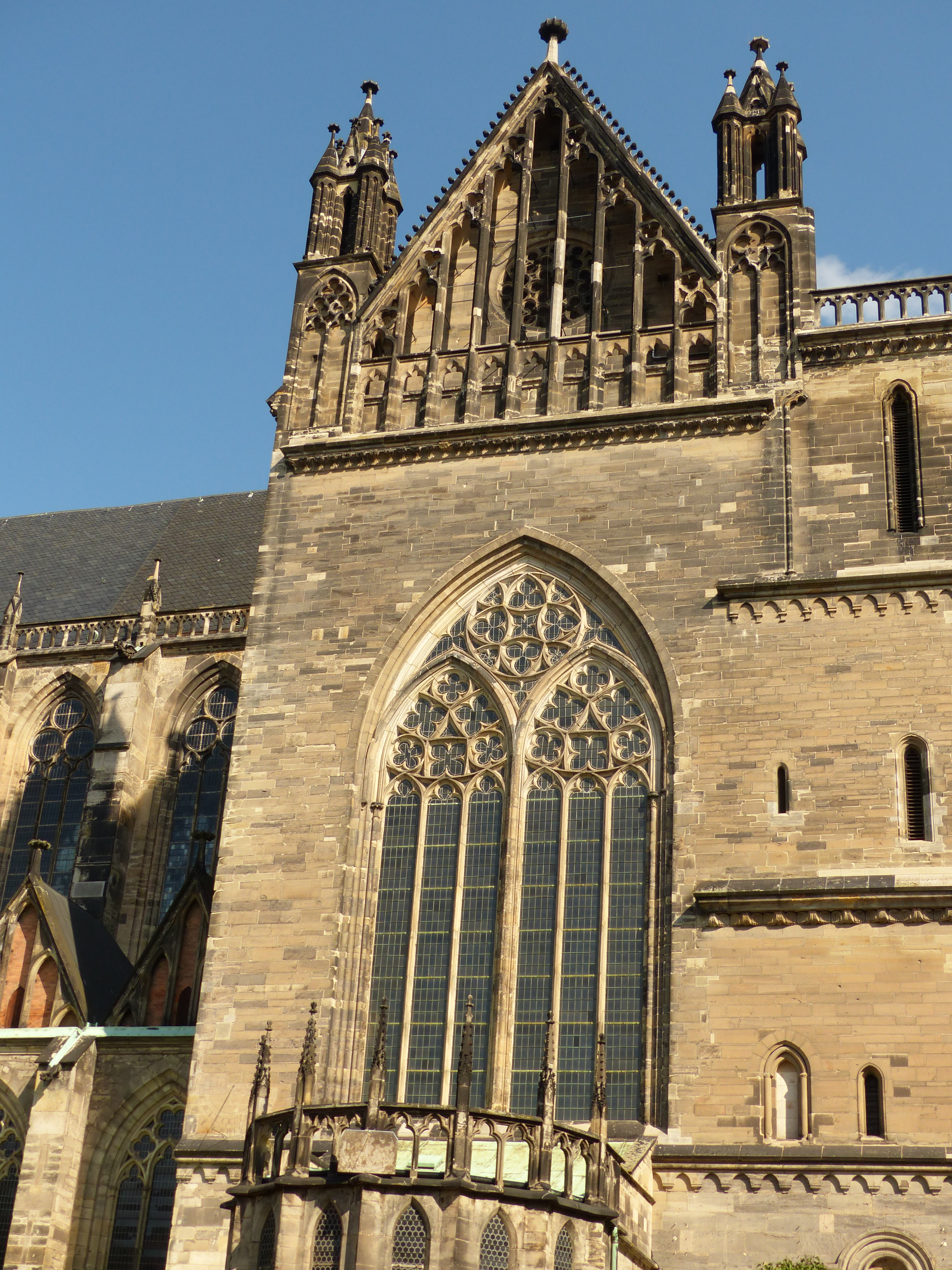
Südliches Querhausfenster des Magdeburger Doms: unten Gliederung durch Stabwerk in sechs Bahnen, oben Couronnement aus Kreisen und sphärischen Drei- und Vierecken

Mit Maßwerk bezeichnet man in der Architektur die filigrane Arbeit von Steinmetzen zur Gliederung von Fenstern, Balustraden und geöffneten Wänden. Das Maßwerk besteht aus geometrischen Mustern, die als Steinprofile umgesetzt werden, wobei der Stein komplett durchbrochen (skelettiert) wird.
Das Maßwerk ist ein Element der gotischen Architektur und ist eines der wichtigsten Merkmale der Hoch- und Spätgotik, wo es ein unabdingbarer Bestandteil der Fenster war. Die Gotik setzte Maßwerk an vielen weiteren Stellen ein, zum Beispiel an den Balustraden der Laufgänge (Triforium), Emporen, an Turmhelmen oder durchbrochenen und vorgespannten Wänden in der Fassade.

## Definitionen
Nach älterer Terminologie wird in Maßwerkfenstern nur der obere, besonders dekorative Teil als Maßwerk bezeichnet, die Pfosten zur Einteilung der Fläche darunter in Bahnen als Stabwerk. Nach neuerer Definition umfasst der Begriff Maßwerk die gesamte Gliederung der Fensterfläche durch steinerne Elemente. Der schmuckvolle obere Teil wird, wie auch schon vorher, als Couronnement (franz. für Bekrönung) bezeichnet. Beim Stabwerk unterscheidet man Wandpfosten, die mit der Laibung verbunden sind, also Teile des Rahmens bilden, von Mittelpfosten.
In hochgotischen Maßwerken bestehen alle Teile aus fein modellierten Profilen, und zumeist ist jede Fläche verglast, auch kleinste Zwickel. In frühgotischen Vorformen von Maßwerk sind im oberen Teil nur einzelne Glasflächen in eine zusammenhängende Steinfläche eingebettet. Solche Formen nennt man Plattenmaßwerk.
Werden Maßwerkdekorationen als Blende einer geschlossenen Wandfläche aufgelegt, spricht man von Blendmaßwerk. Stehen sie frei vor einer Wand, bezeichnet man sie als Schleiermaßwerk.

## Technik
Das feine Maßwerk musste mit Eisendübeln stabilisiert werden, einfaches Vermauern mit Mörtel reichte nicht aus. Dazu wurden an den Stoßflächen dünne Löcher geschlagen, die eiserne Dübel aufnahmen. Der verbleibende Hohlraum wurde mit Blei ausgegossen. Die zum Teil sehr langen Stäbe zwischen den Lanzettfenstern sind zusätzlich mit horizontalen Eisenstäben untereinander verbunden und teilen die Fenster in rechteckige Felder, die einzelne Scheiben der Buntglas-Fenster aufnahmen. Bei großen und sehr großen Fenstern wird das Maßwerk vor allem von den Eisenstäben stabilisiert, von denen die Sturmeisen die Aufgabe haben, den Winddruck aufzunehmen. Das Maßwerk an Balustraden besteht manchmal aus rechteckigen Steintafeln, die in der gewünschten Form durchbrochen wurden. Im Außenbau sind Maßwerke als filigrane Bauteile stark durch Verwitterung gefährdet und sind je nach Grad der Verwitterung Gegenstand von teilweisem oder komplettem Austausch.
Bei Backsteinbauten wurde Maßwerk manchmal im Gegensatz zum übrigen Gebäude aus Werkstein ausgeführt, bei manchen aber aus vor dem Brennen speziell zugeschnittenen Ziegelsteinen, genannt Formsteinen, oder aus größeren Terrakottaelementen.

## Geschichte

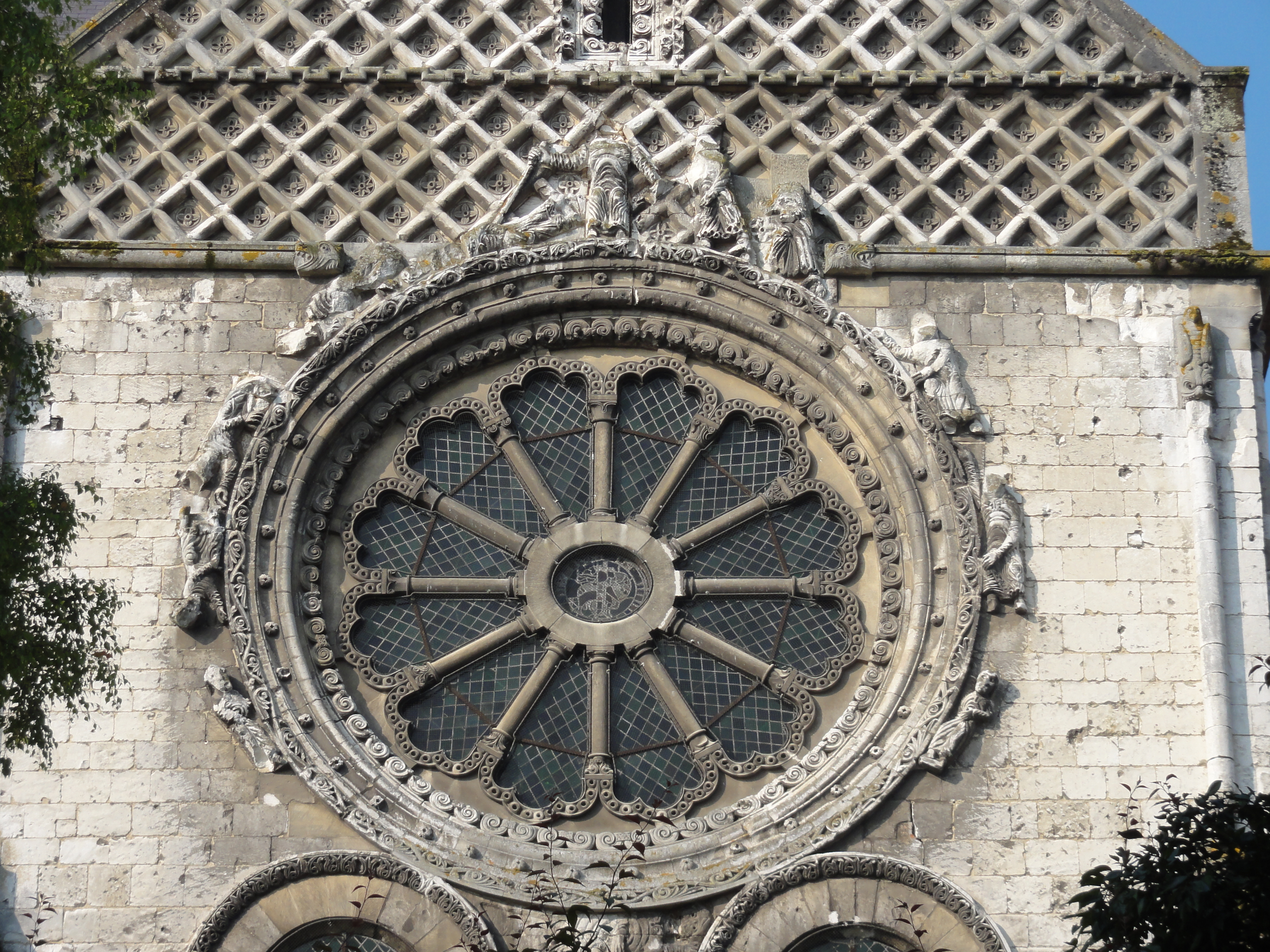
Saint-Étienne (Beauvais), Glücksradfenster am Nordquerhaus, um 1145

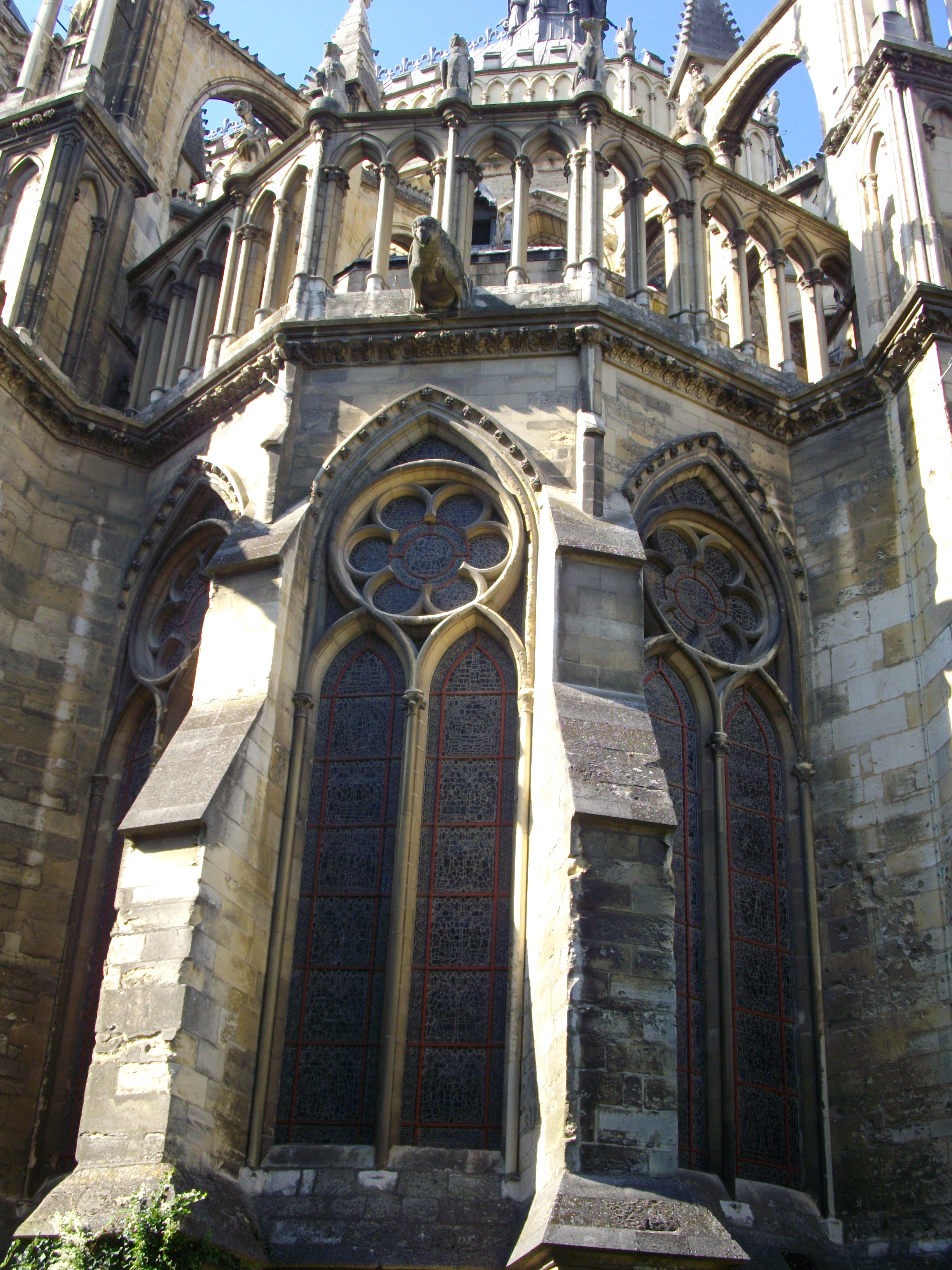
Kathedrale von Reims, eine der Chorkapellen, zwei Bahnen unter einer gelappten Rundscheibe, kurz vor 1220

Schon mehrere Jahrzehnte vor der Gliederung aufrechter Fenster durch Maßwerk begann man Rundfenster durch steinerne Streben zu gliedern. Die deutsche Literatur spricht hier von Radfenstern, in anderen Sprachen werden diese aber nicht begrifflich von Rosenfenstern unterschieden. Erste Beispiele in Italien sind schwierig zu datieren, so werden für die Westrose von Santa Maria Asunta in Lugnano in Teverina, Umbrien, Entstehungszeiten zwischen dem späten 11. Jahrhundert und 1230 erwogen. Das Glücksradfenster am romanischen Nordquerhaus von St.-Étienne in Beauvais entstand um 1145, also etwa gleichzeitig mit den ersten gotischen Bauten in der Umgebung von Paris. Diese Radfenster stellten geringere Anforderungen an die Bautechnik, da jede Speiche aus einem Stein gemeißelt werden konnte, während bei größeren Fenstern mehrere Steinelemente durch Eisenstifte miteinander verbunden werden mussten.
Die immer größer werdenden Glasflächen der spätromanischen und frühgotischen Fenster wurden schon vor der ‚Erfindung‘ des Maßwerks durch eine Vielzahl von Eisenankern gegen Winddruck und Eigengewichtskräfte stabilisiert (Beispiel: Westfenster der Kathedrale von Le Mans). Das Maßwerk bot Auftraggebern und Architekten des Hoch- und Spätmittelalters die Möglichkeit, ästhetische Ansprüche und technische Notwendigkeiten zu einer – über Jahrhunderte währenden – Einheit zu verbinden.
Vom Maßwerk im eigentlichen Sinne spricht man aber nur, wenn die geometrischen Formen aus Steinprofilen zusammengesetzt sind. Die ersten Maßwerkfenster sind in den hochgotischen Chorkapellen der Kathedrale von Reims zu finden, deren Bau 1211 begonnen wurde. Das in der frühen Hochgotik zweibahnige Fenster wurde mit zunehmender Größe weiter gegliedert, indem die beiden Lanzetten wiederum geteilt wurden, so dass vierbahnige Fenster entstanden. Erst später lösten sich die Baumeister von dieser strengen Gliederung und setzten eine beliebige Zahl von gleich großen Lanzetten ein. Bei einem systematisch ausgeführten Maßwerk liegen die Profilschichten der kleineren Formen tiefer (d. h. weiter hinten) als die der großen Formen, die die kleinen überfangen, so dass eine hierarchische Schichtung der Maßwerkformen entsteht. Eine Sonderform der gotischen Fenster ist die kreisrunde Rose, bei der das Maßwerk rotationssymmetrisch angeordnet ist.
Das Rippengewölbe der Gotik wurde gelegentlich auch als Maßwerk-Gewölbe ausgeführt. Dabei wurden die Kappen nicht gefüllt, sondern zusätzlich freistehende Rippen („Luftrippen“) als Maßwerk vor dem eigentlichen Gewölbe aufgebaut.
Das Maßwerk wurde beim Bau vermutlich auf einer aus Brettern gezimmerten Ebene, dem Rissboden, mit Zirkel und Schnüren in originaler Größe aufgezeichnet und dann in Stein gemeißelt. Auf dem Rissboden konnte das Fenster zur Probe zusammengebaut und auf Passung geprüft werden.

## Stilgeschichte
Die Formwandlungen des Maßwerks sind ein wichtiges Mittel zur Einteilung der Architekturgeschichte der Gotik. Begriffe für Stilphasen sind oft von Maßwerkformen abgeleitet:
Rayonnant, französisch „strahlend“, für die hochgotische Phase, in der die Fensterrosen in radial ausstrahlende Bahnen aufgeteilt sind.
Flamboyant, französisch „flammend“, für die spätgotische Phase, in der das Maßwerk flammende und asymmetrisch züngelnde Formen bildet.
Decorated, englisch „geschmückt“, für die von reichem Maßwerkdekor bestimmte gotische Stilphase in England.
Perpendicular, englisch „senkrecht“, für die Spätphase der englischen Gotik, in der senkrechte Stäbe das Maßwerk kennzeichnen.
In der deutschen Gotik wird der Übergang von der Hoch- zur Spätgotik auch durch das Auftreten von kurvigen Maßwerkformen wie Fischblase oder Schneuß definiert. Neben derart phantasievollen Formen, die dem französischen Flamboyant entsprechen, aber in Deutschland schon etwa 30 Jahre früher aufkamen, gab es in Deutschland eine Vereinfachungstendenz, besonders in Ostseenähe wurden Fenster allein durch Stabwerk gegliedert, nicht einmal die Bahnen mit Spitzbögen abgeschlossen. Manche dieser Fenster sind seit Restaurierungen im 19. oder 20. Jahrhundert „gotischer“ (nämlich mit Spitzbögen über jeden einzelnen Bahn) gestaltet, als sie im Original waren.

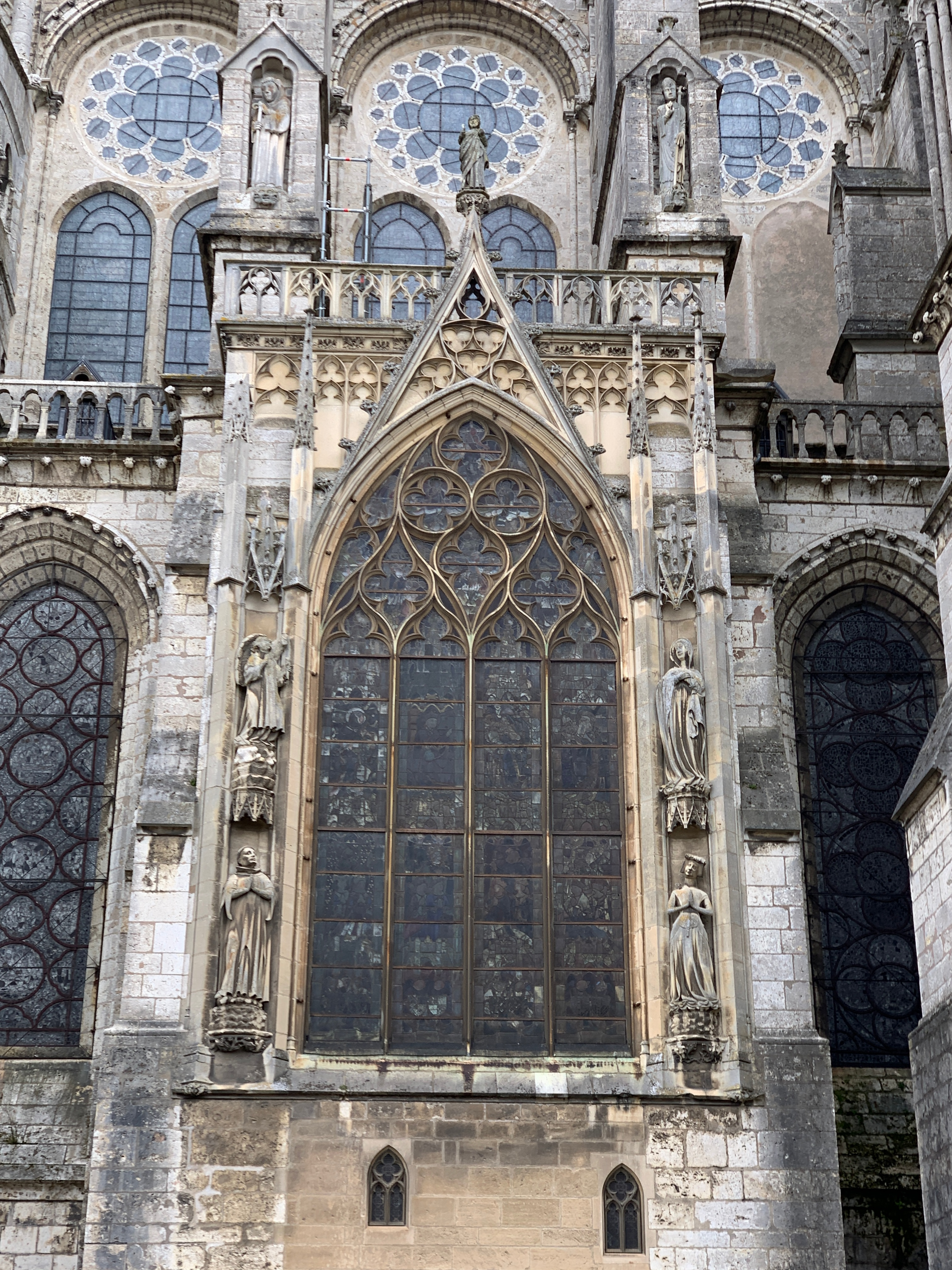
Kathedrale von Chartres: Obergaden Plattenmaßwerk (ca. 1215–1220), unten Frühgotik und Flamboyant
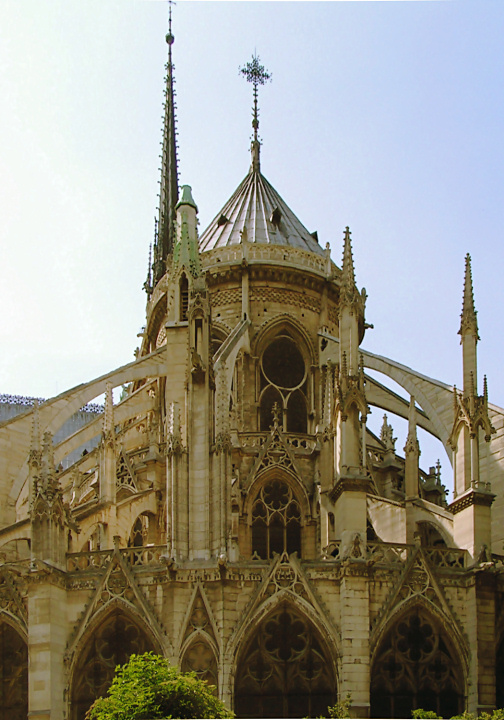
Chorhaupt von Notre-Dame de Paris: Obergaden nach 1220 ersetzt, Kapellen 1235–1245 angefügt
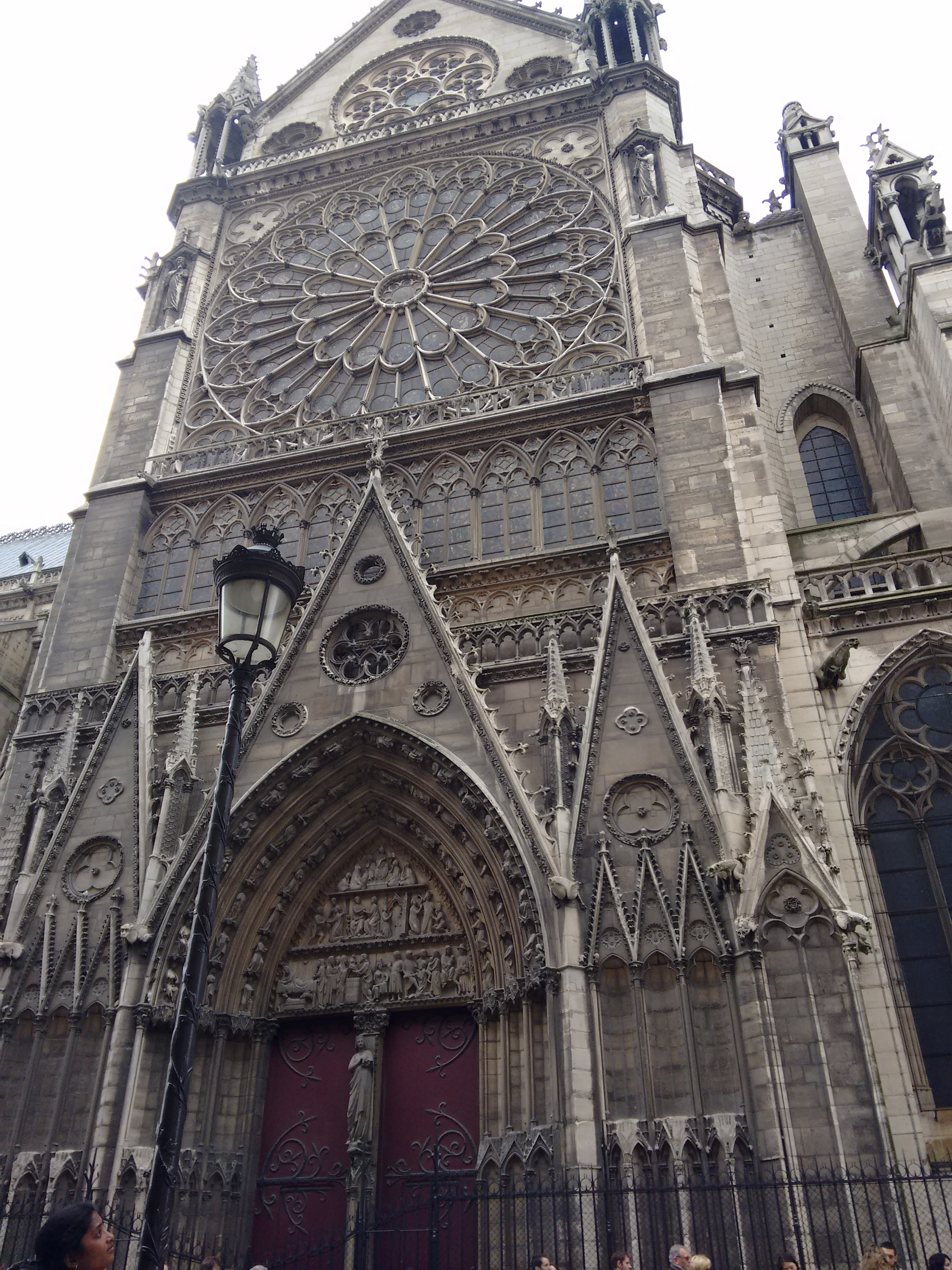
Notre-Dame de Paris, Nordquerhaus: Rayonnant-Rosenfenster nach 1250
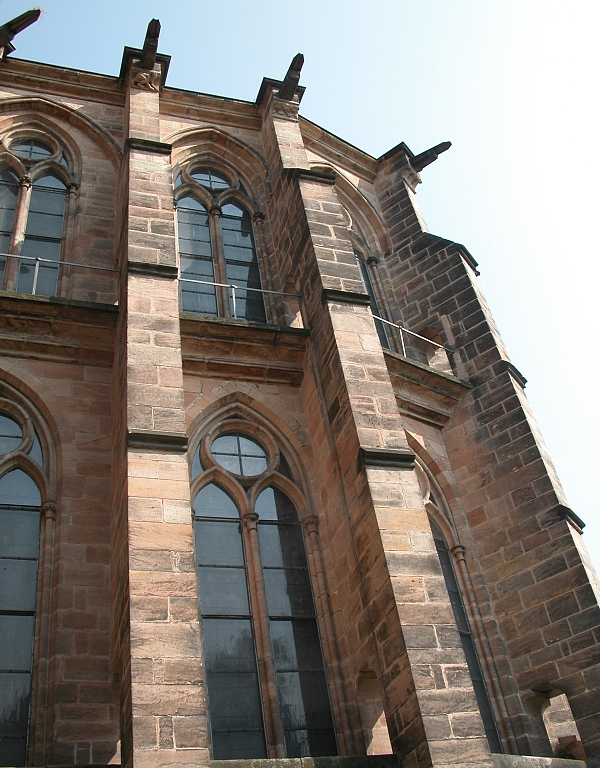
Marburger Elisabethkirche: Maßwerk ab 1240
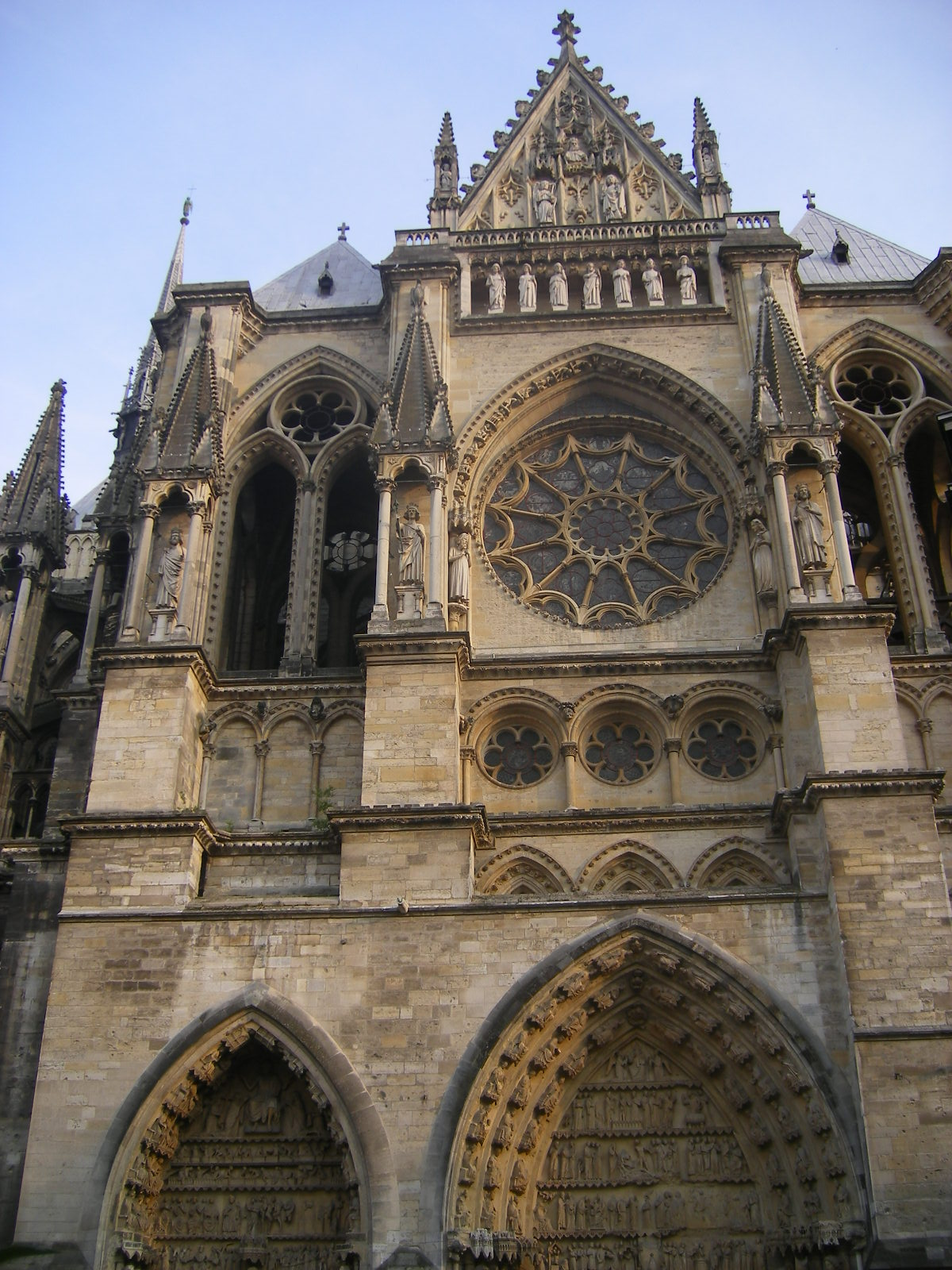
Kathedrale von Reims, Nordquerhaus um 1240, Turmöffnungen und Rosenfenster Gothique classique
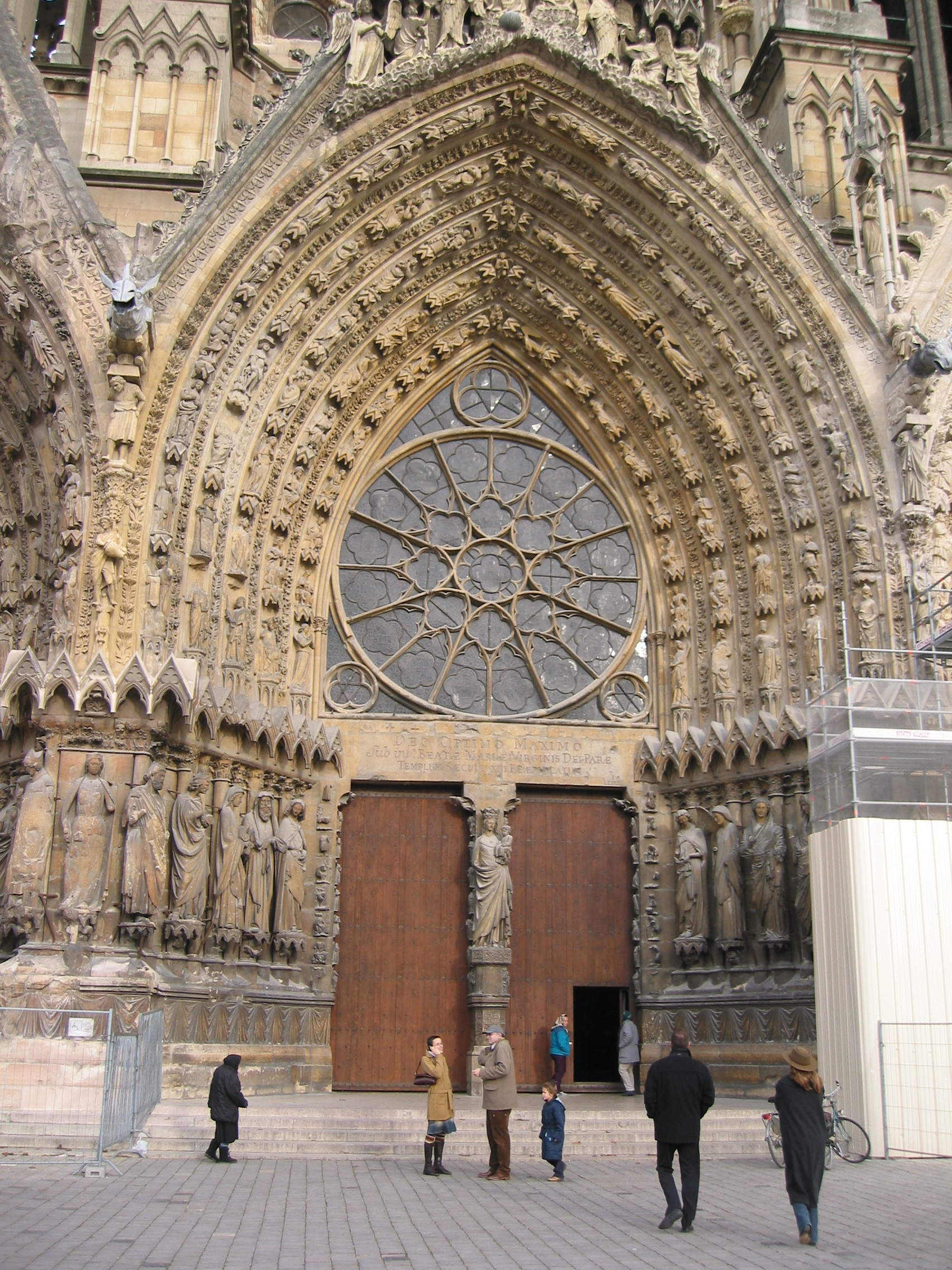
Kathedrale von Reims, mittleres Westportal, nach 1250, Rayonnant-Rosenfenster statt Tympanon
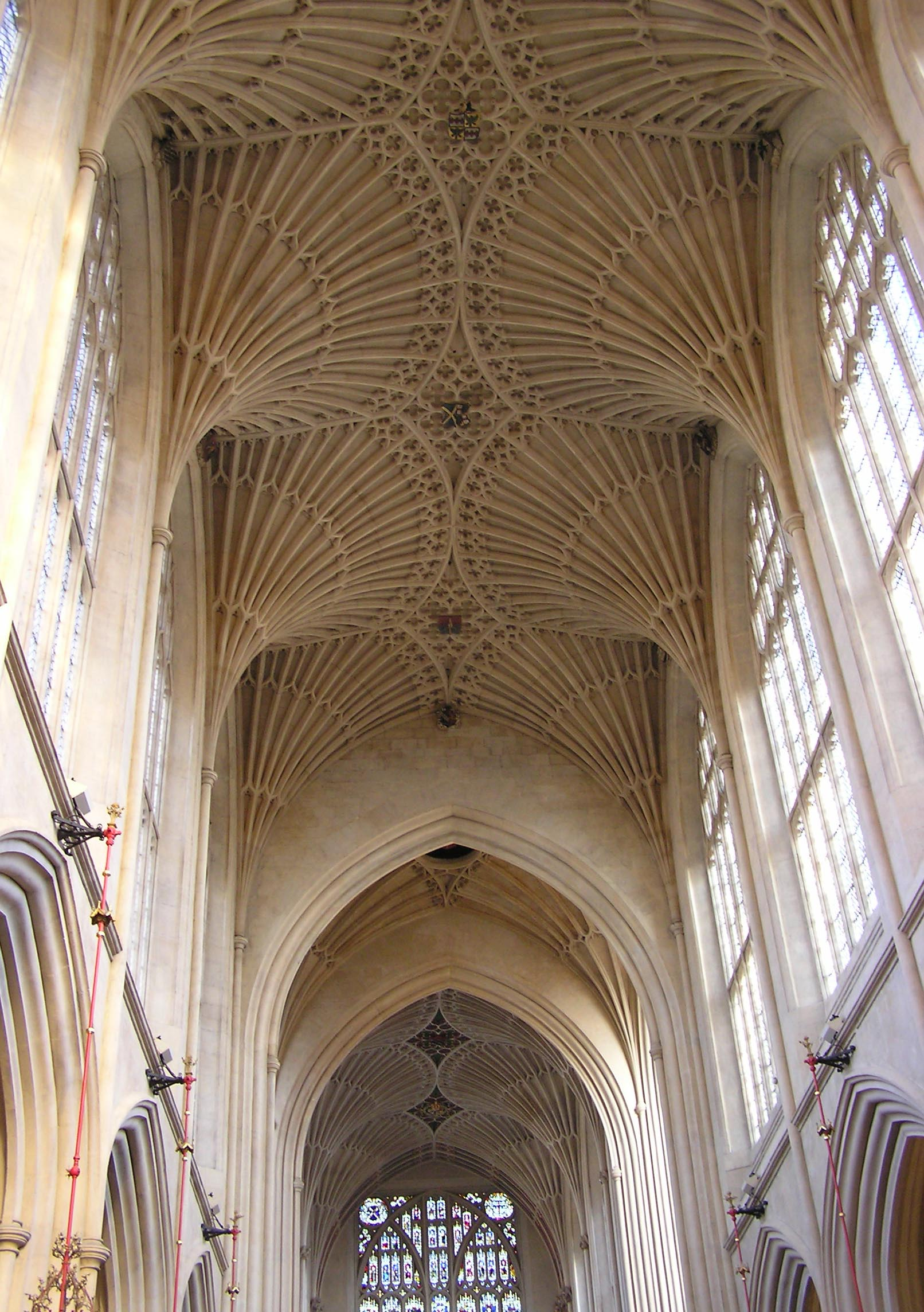
Perpendicular Style: Fächergewölbe und Fenster der Abteikirche von Bath
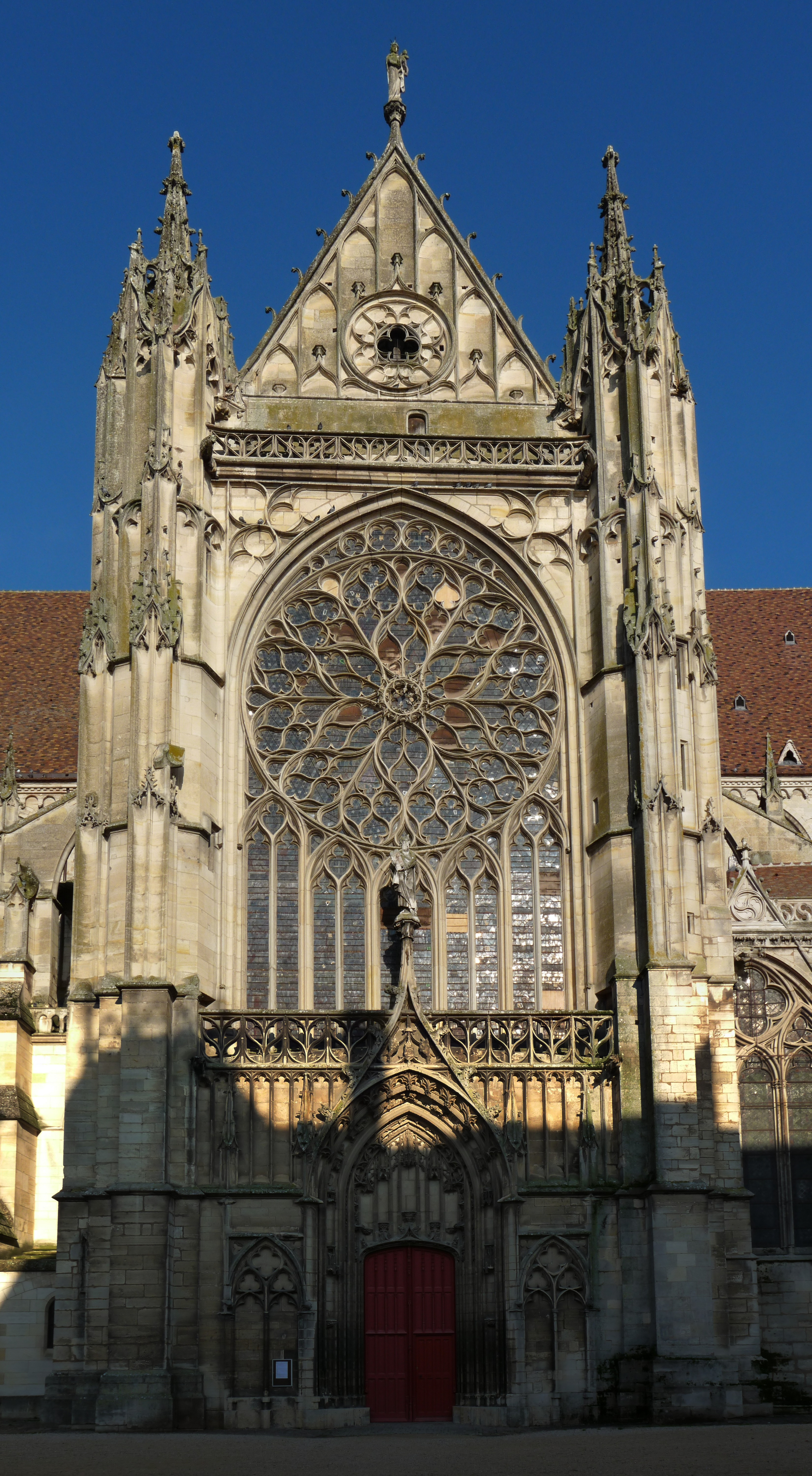
Kathedrale von Sens, Rosenfenster am Südquerhaus, Ende 15. Jh., Flamboyant
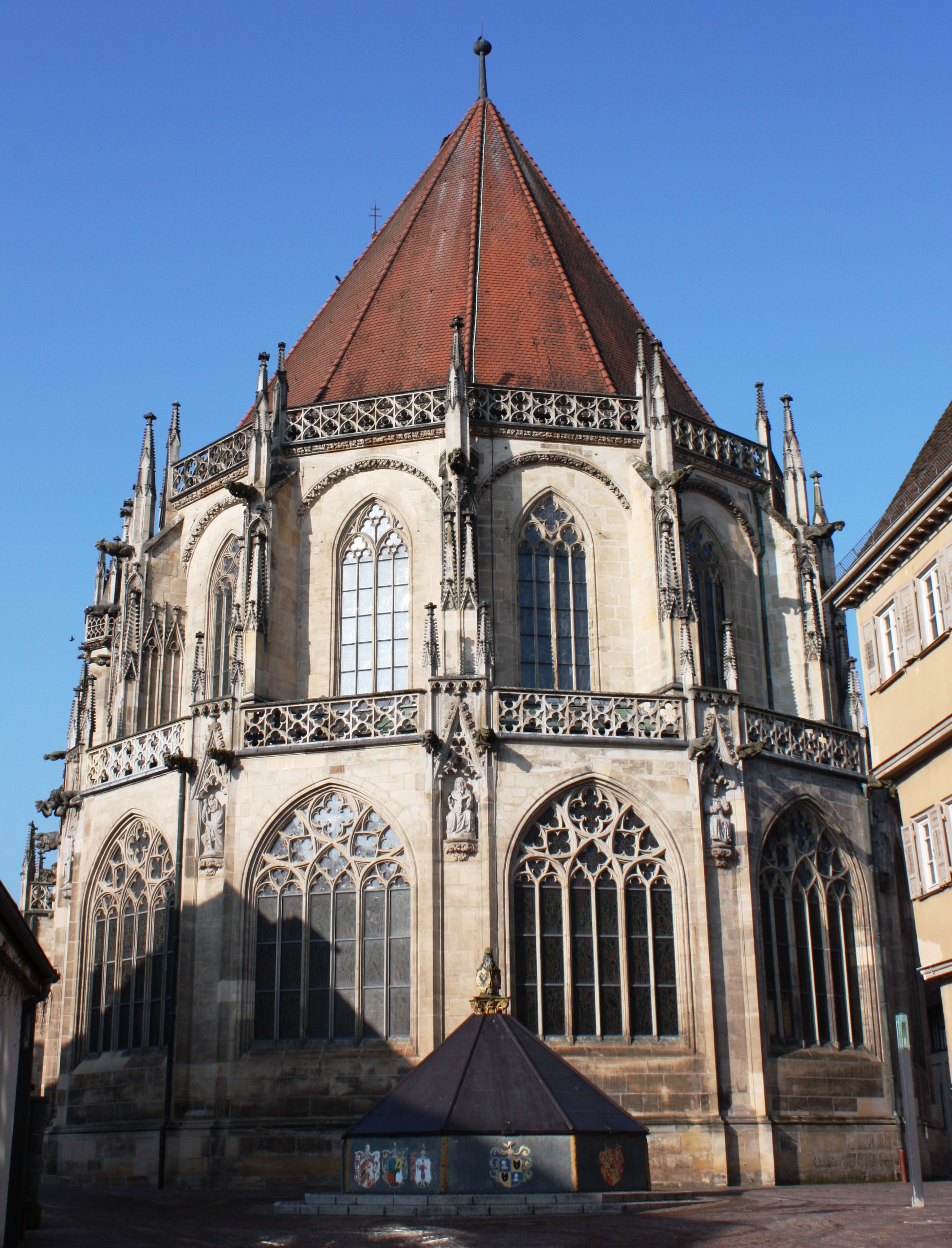
Gmünder Münster, spätgotisches Maßwerk mit sphärischen Dreiecken, nach 1382
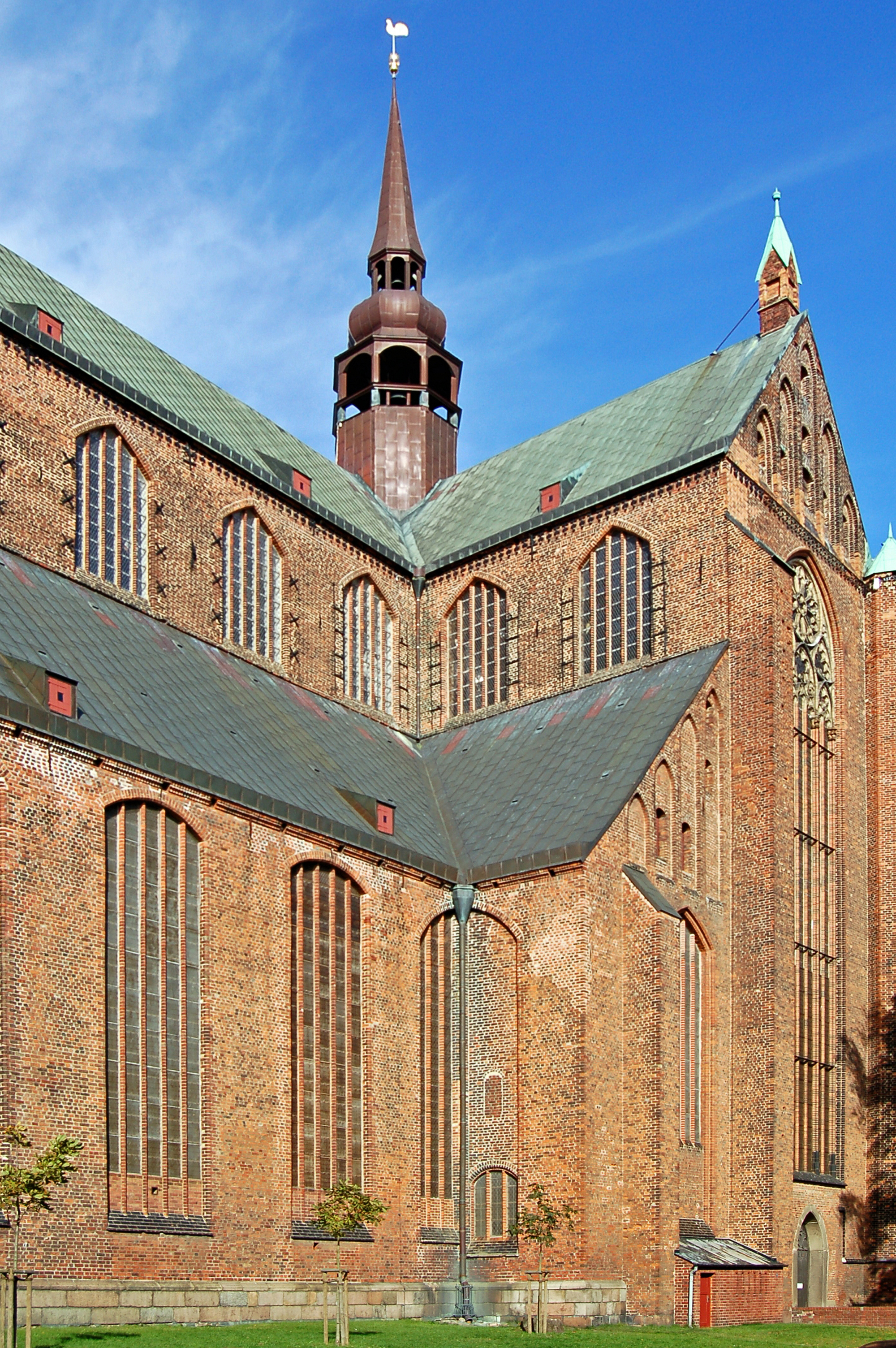
Marienkirche Stralsund, 184–1394, spätgotisches Nur-Stabwerk
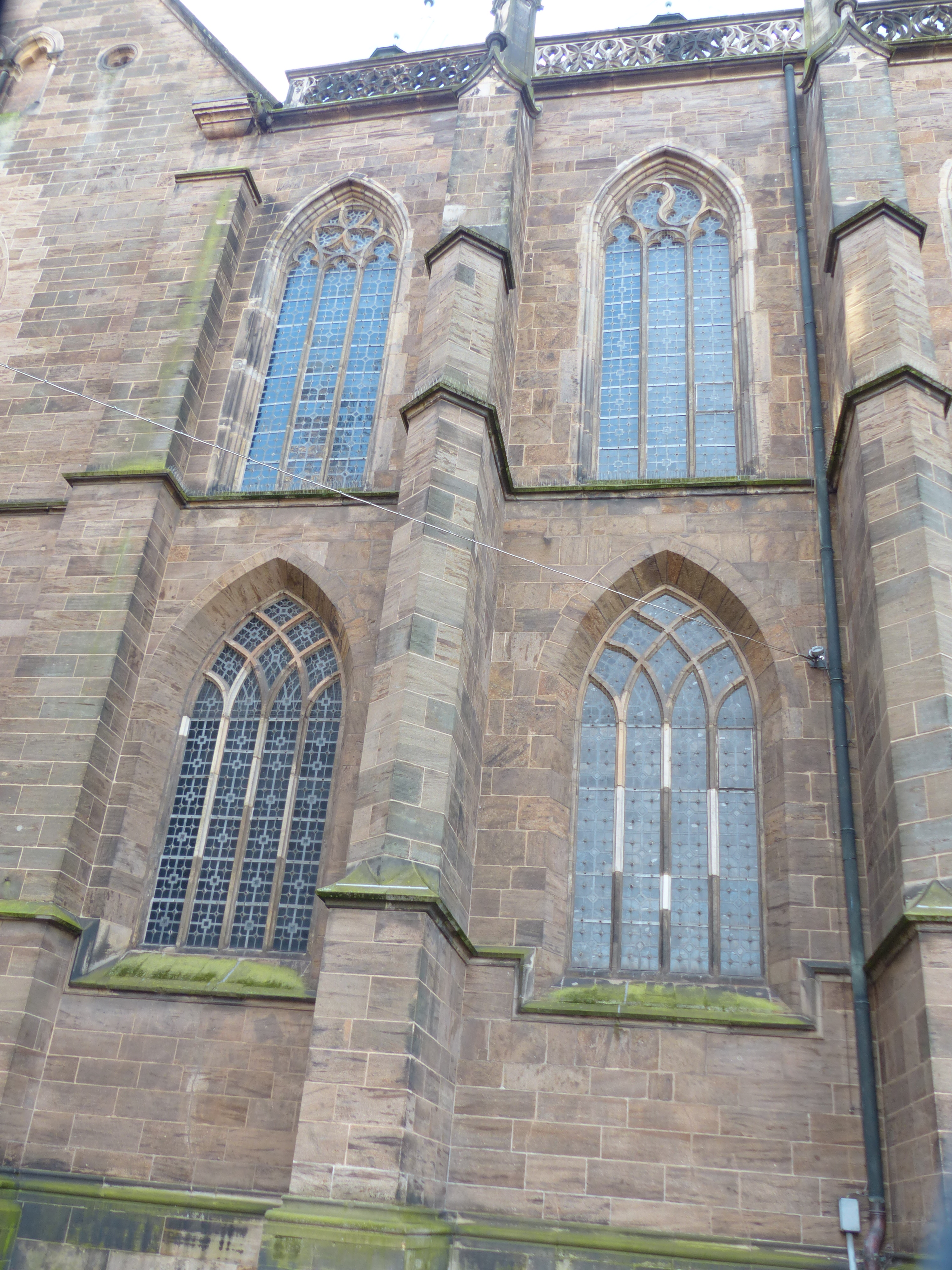
Bremer Dom, Nordseite, unten Y-Maßwerk 1502–1522, oben Flamboyant neugotisch 1822
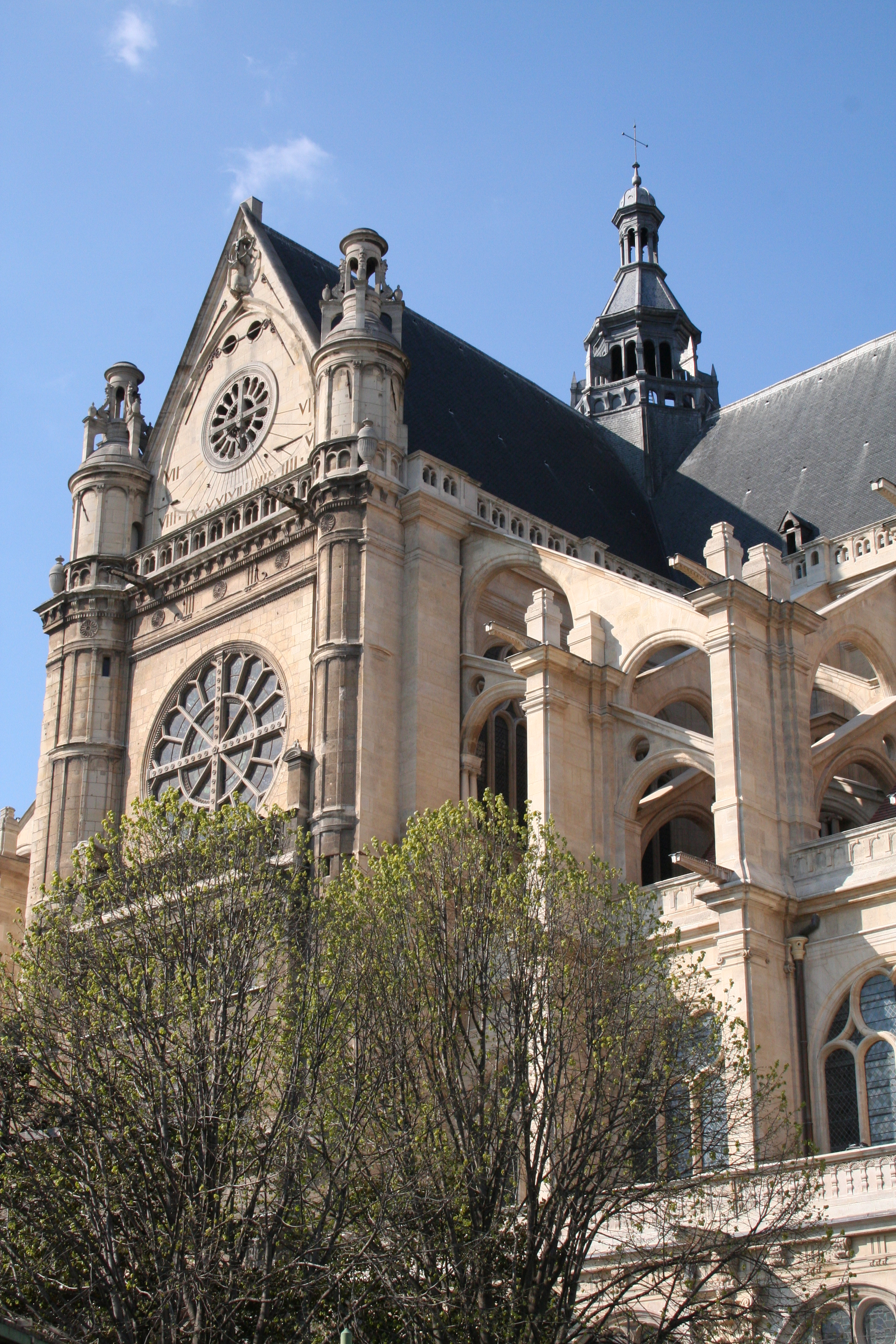
St-Eustache de Paris, 1532–1633, Mischung von Gotik und Renaissance

## Maßwerkformen

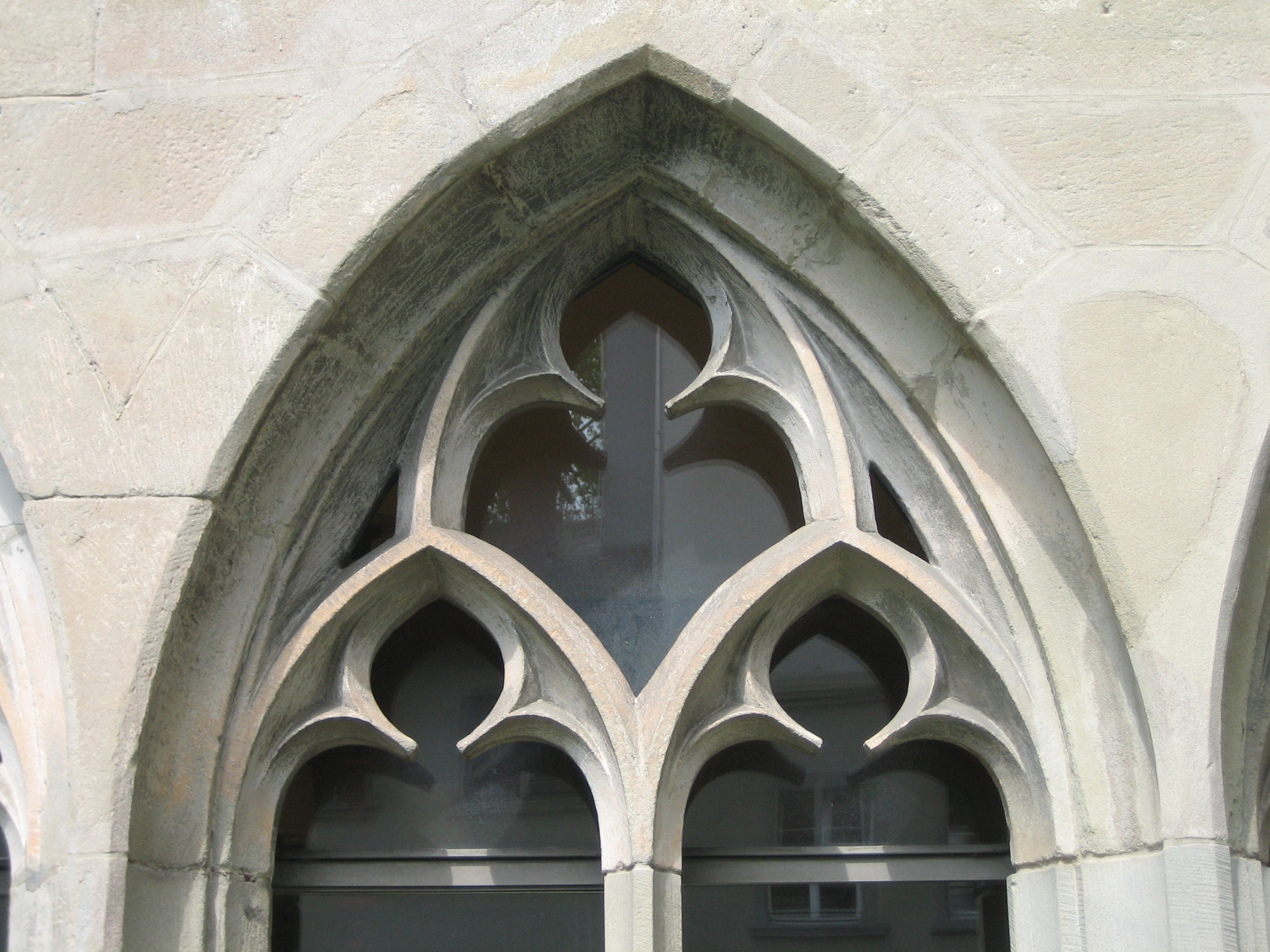
drei Nonnenköpfe
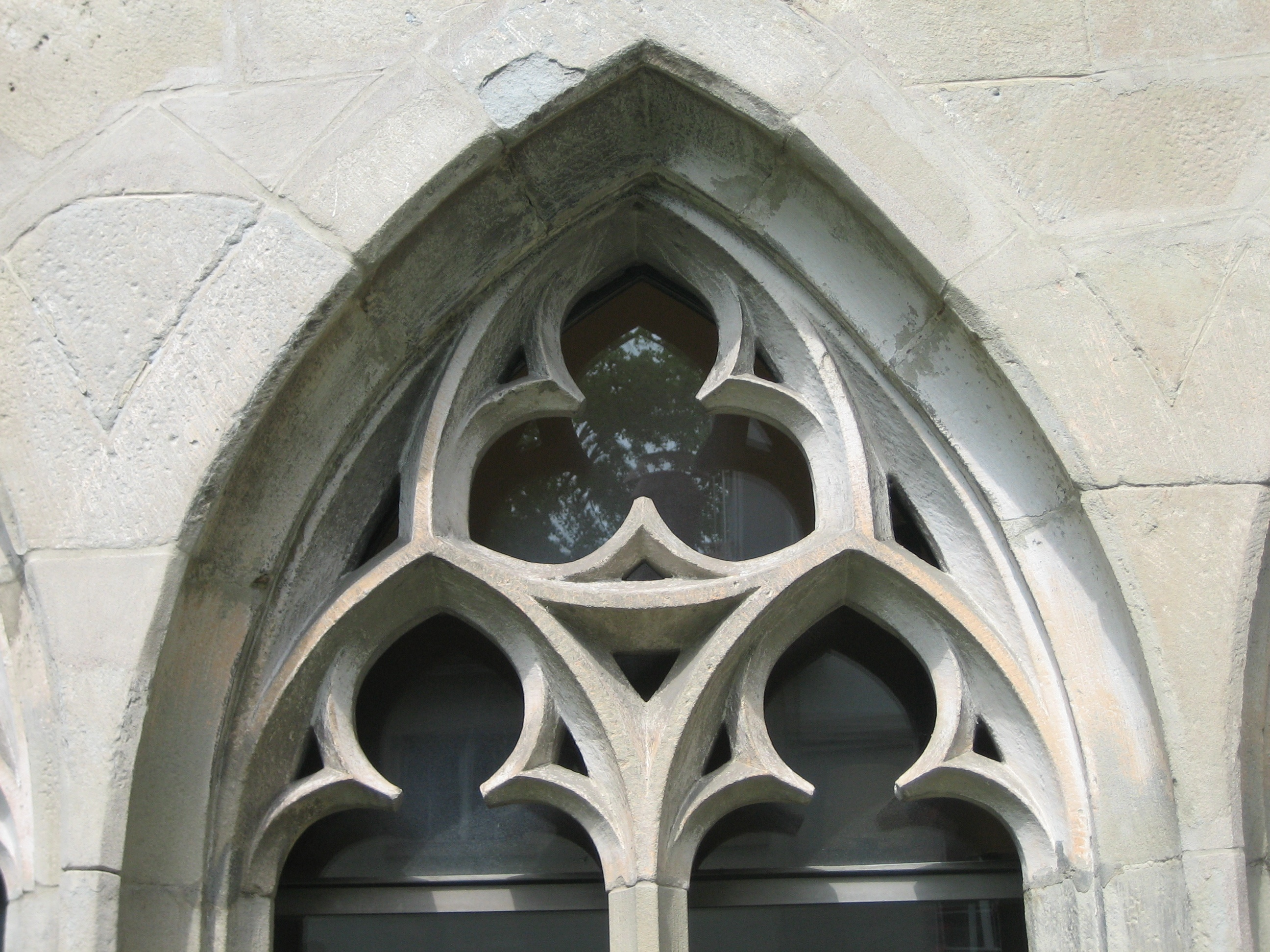
obenliegendes Dreiblatt, zwei Nonnenköpfe
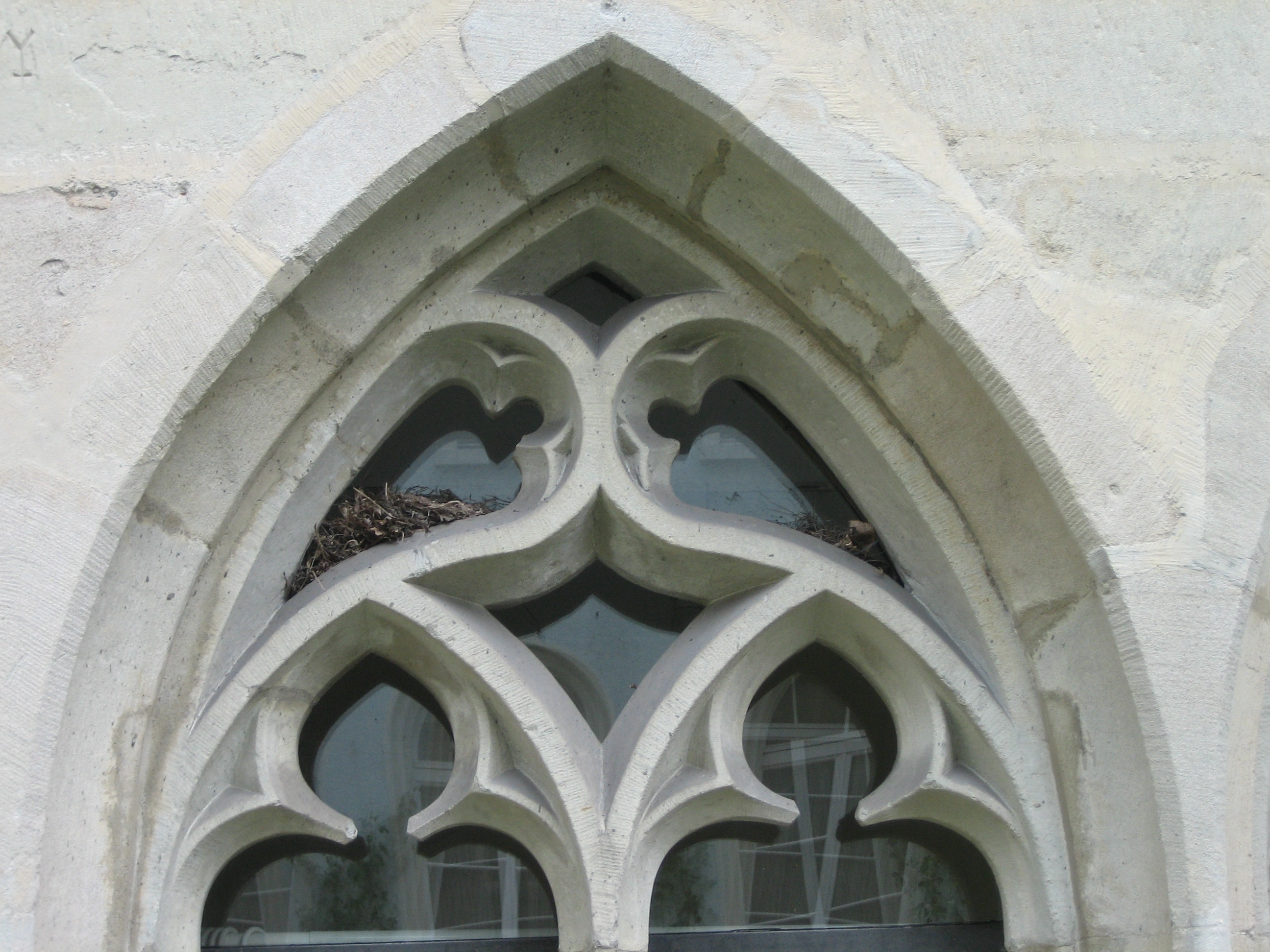
zwei Fischblasen, zwei Nonnenköpfe
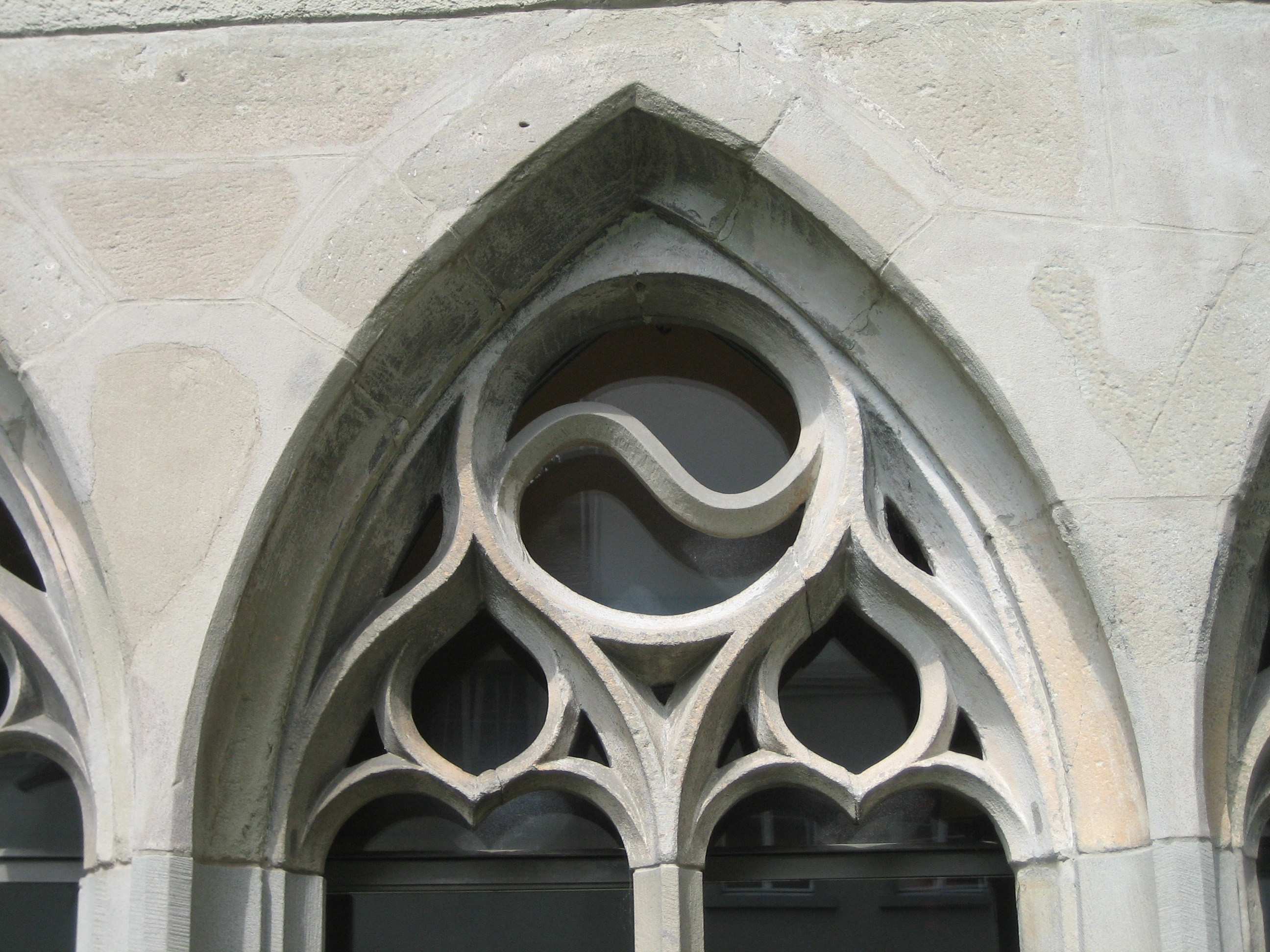
Fischblasen im Kreis oder Zweischweif
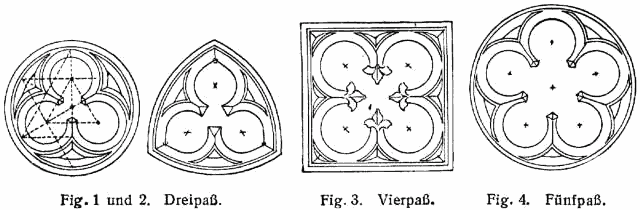
1. u. 2. Dreipass – 3. Vierpass – 4. Fünfpass

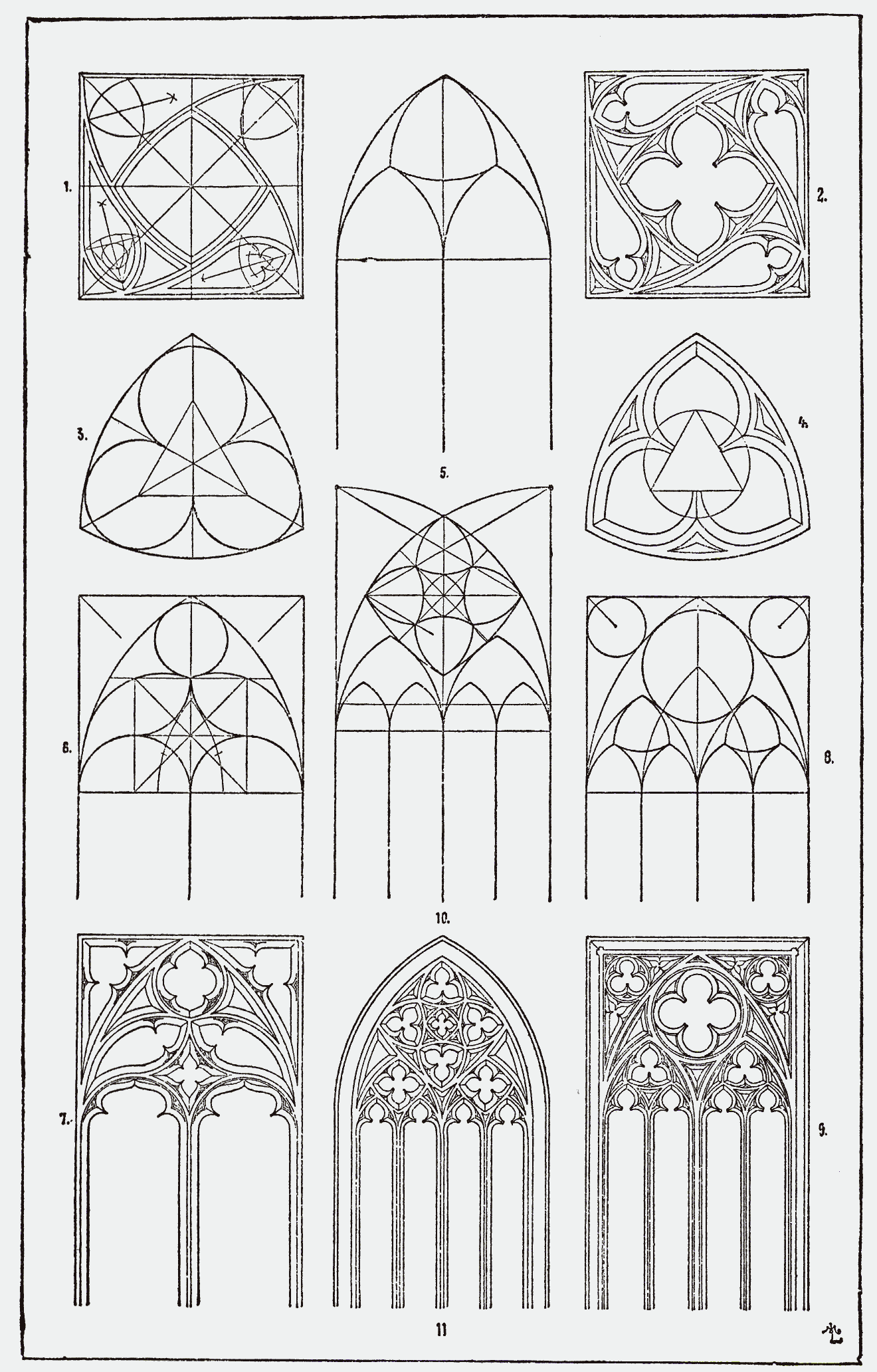
Konstruktionsmöglichkeiten im Maßwerkaufriss

Die Fenster der hoch- und spätgotischen Kirchen sind ohne Maßwerk nicht denkbar, da sie aufgrund ihrer enormen Größe eine zusätzliche Gliederung benötigten. Das spitzbogige Fenster besteht typischerweise aus zwei oder mehreren senkrechten Bahnen, den so genannten Lanzetten, die ebenfalls mit einem Spitzbogen enden und meist bis zur Höhe des Bogenansatzes reichen. Der Bereich darüber im Bogenfeld ist feiner gegliedert mit zusätzlichen geometrischen Figuren. Er wird Couronnement (frz. Bekrönung, eingedeutscht auch: Kronument) genannt. Diese Figuren haben ihre eigene Namen, z. B.:
- Fischblase;
- Dreischneuß;
- Nonnenkopf (zweiteiliges Maßwerk);
- Drei- oder Vierpass samt Variationen davon: Drei-, Vierblatt usw.;
- Vielpass, d. h. Fünfpass, Sechspass, Achtpass, Zwölfpass usw.;
- Figürliches Maßwerk, z. B. das berühmte Drei-Hasen-Fenster im Kreuzgang des Doms von Paderborn – das Wahrzeichen der Stadt.
- Y-Maßwerk, anstelle eines feinen Couronnememts gabeln sich der oder die Mittelpfosten des Stabwerks im Bereich der Fensterarkatur.

## Verwendung
|                                                                                                | Kathedrale von Amiens, Westfassade 1220–1236: Maßwerk an den Unterkanten der Stufenportale und in den Bögen der Galerie       |
|                                                                                                | Kloster Haina, Nordhessen, Ostfenster des Chors: komplexes Maßwerk um 1240                                                    |
|                                                                                                | Kathedrale von Reims: Mittleres Westportal, zw. 1252 und 1286, Maßwerkrosette statt der bis dahin üblichen steinernen Tympana |
|                                                                                                | Baptisterium auf dem Campo Santo, Pisa: Wimperge aus Maßwerk, ab 1270                                                         |
|                                                                                                | Regensburger Dom – südliches Querschiff: Triforium 1310, großes Fenster 1315                                                  |
| Giebelfeld mit vorgespanntem Schleierfachwerk bzw. Schleiermaßwerk und Schleierstabwerk        | |
| großes Fenster durch doppelte Teilung und ein mittiges Lanzettfenster in neun „Bahnen“ geteilt | |
|                                                                                                | Straßburger Münster: große Westrose, um 1330                                                                                  |
|                                                                                                | Dom St. Johannes und Donatus, Meißen: Maßwerk-Gewölbe in der Fürstenkapelle, zw. 1415 u. 1428, Moyses von Altenburg,          |
|                                                                                                | Katharinenkirche in Brandenburg: Giebel der Schöppenkapelle, bekrönt mit Maßwerk aus Terrakotta, 1. Viertel 15. Jh.           |
|                                                                                                | Rathaus in Bad Waldsee, Zinnengiebel mit Maßwerkbalustrade, 1426, aber Spitze mit Voluten jünger                              |
|                                                                                                | Konstanzer Münster: Spitzbogenfenster mit spätgotischem Maßwerk, 1423 und 1453                                                |
|                                                                                                | Altstadtrathaus in Braunschweig: Maßwerk der oberen Lauben, 1447–1468                                                         |
|                                                                                                | Rathauses von Löwen: Maßwerkbalustraden auf Dachtraufen, Giebelschrägen und Galerien, 1448–1469                               |
|                                                                                                | Bürgermeisterhaus, Herford: Maßwerkbekrönung auf einem Stufengiebel, 1538                                                     |
|                                                                                                | St. Johannis (Göttingen): Blendmaßwerk am Strebepfeiler, erneuert durch Conrad Wilhelm Hase ab 1895                           |

## Hölzernes Maßwerk
In der Gotik und dann wieder in der Neugotik gestaltete man gerne Wandverkleidungen, Profanmöbel (Sessel, Schränke und Truhen) und hölzerne Einrichtungsgegenstände für Kirchen (Kirchenbänke, Altäre, Kanzeln und Emporen) mit filigranen Schnitzereien, die dem gotischen Maßwerk nachempfunden waren. Auch diese Kunstschreiner-Arbeiten werden daher als Maßwerk bezeichnet. So setzte beispielsweise Erhart Falckener häufig fein ausgestochenes Blendmaßwerk auf die Flachschnittflächen seiner Kirchenmöbel.

## Eisernes Maßwerk
In der Neugotik wurde Maßwerk auch in Gusseisen ausgeführt. Bekanntestes Beispiel ist der Vierungsturm der Kathedrale von Rouen, dessen 151,5 m hohe Turmspitze im Jahre 1877 komplett aus Gusseisen fertiggestellt wurde. Bis zur Fertigstellung des Kölner Doms 1880 hatte damit Rouen das höchste Gebäude der Welt.